# 최연우
최연우(1986년 10월 29일 ~ )는 대한민국의 뮤지컬 배우다.

## 방송
- 히든싱어 1 (2013) - 이수영 편 6위
- 금 나와라, 뚝딱! (2013) - 주얼리샵 직원 역
- 피노키오 (2014) - 민혜영 역
- 선암여고 탐정단 (2015) - 심윤경 역
- 별이 되어 빛나리 (2015) - 이화경 역
- 흉부외과 - 심장을 훔친 의사들 (2018) - 김경아 역

## 영화
- 숭고한 방학 (2008) - 정은수 역

## 음반
- 뮤지컬 '메리셸리' 2021 CAST ALBUM (2022)